# Norte da China

Mapa da região norte da República Popular da China.

Norte da China (também conhecido como China do Norte ou China Setentrional; no chinês simplificado: 华北, no chinês tradicional: 華北; pinyin: Huáběi) é uma região geográfica da China. Sua área central é formada pela planície do Norte da China.
É uma região montanhosa, formada, a norte e oeste, por um conjunto de planaltos dispostos em degraus, definida pelo governo da República Popular da China como incluindo os municípios de Pequim e Tianjin, as províncias de Hebei e Shanxi, e a Região Autônoma da Mongólia Interior.

## Divisões administrativas
Províncias
| Nome   | Chinês (simplificado) | pinyin | Abreviação | Capital da província | Chinês | pinyin       |
| ------ | --------------------- | ------ | ---------- | -------------------- | ------ | ------------ |
| Hebei  | 河北                  | Héběi  | 冀 jì      | Shijiazhuang         | 石家庄 | Shíjiāzhuāng |
| Shanxi | 山西                  | Shānxī | 晋 jìn     | Taiyuan              | 太原   | Tàiyuán      |

Municípios
| Nome    | Chinês (simplificado) | pinyin  | Abreviação |
| ------- | --------------------- | ------- | ---------- |
| Pequim  | 北京                  | Běijīng | 京 jīng    |
| Tianjin | 天津                  | Tiānjīn | 津 jīn     |

Região autônoma
| Nome              | Chinês (simplificado) | pinyin    | Nome local | Abreviação | Capital da província | Chinês   | pinyin    | Nome local |
| ----------------- | --------------------- | --------- | ---------- | ---------- | -------------------- | -------- | --------- | ---------- |
| Mongólia Interior | 内蒙古                | Nèiměnggǔ |            | 蒙 měng    | Hohhot               | 呼和浩特 | Hūhéhàotè |            |